# Dom Carlos I (1898)
Dom Carlos I, od 1910 roku Almirante Reis – krążownik Marynarki Portugalskiej z początku XX wieku, jedyny okręt swojego typu. Stanowił typową konstrukcję krążownika pancernopokładowego budowy brytyjskiej stoczni Armstronga w Elswick okresu przełomu wieków. Wodowany w 1898 roku, wszedł do służby w kolejnym roku. W toku służby pełnił zadania reprezentacyjne oraz wziął udział w rewolucji republikańskiej 1910 roku. W trakcie I wojny światowej został wycofany z czynnej służby z uwagi na zużycie kotłów, a w 1925 roku skreślony z listy floty. Był największym okrętem marynarki Portugalii swojego czasu.
Wyporność okrętu wynosiła 4186 ton. Uzbrojenie główne stanowiły cztery armaty kalibru 152 mm i osiem armat kalibru 120 mm. Napędzały go maszyny parowe, umożliwiające rozwijanie prędkości 22 węzłów.

## Historia
Okręt został zbudowany w ramach programu wzmocnienia marynarki portugalskiej z lat 90. XIX wieku, ogłoszonego dekretem królewskim z 20 marca 1890 roku. Jego bezpośrednią przyczyną stały się zadrażnienia w stosunkach z Wielką Brytanią w kwestii kolonii afrykańskich. Ambitny program zakładał zbudowanie czterech pancerników obrony wybrzeża i 10 krążowników średniej wielkości, lecz zła sytuacja finansowa kraju umożliwiła zamówienie w ciągu kolejnej dekady tylko pięciu krążowników i jednego niszczyciela. Spośród nich, jedynie „Dom Carlos I”, nazwany na cześć aktualnie panującego króla Karola I, był pełnowartościowym krążownikiem, a cztery pozostałe były małymi jednostkami. Został on zamówiony w angielskiej stoczni Armstrong Whitworth w Elswick i przedstawiał typowy przykład tzw. „elswickiego krążownika”, jakie były budowane na eksport dla wielu flot, przy czym bezpośrednim wzorem dla projektu dla Portugalii był zbudowany wcześniej dla Japonii „Yoshino”. Krążownik zamówiono w styczniu 1897 roku. Stępkę pod budowę położono w tym samym 1897 roku, okręt wodowano 5 maja 1898 roku, a ukończono w kolejnym roku.

## Opis

### Opis ogólny i konstrukcja
Okręt przedstawiał typowy krążownik średniej wielkości brytyjskiej budowy przełomu wieków. Kadłub miał podniesiony pokład dziobowy i rufowy z ustawionymi na nich pojedynczymi działami, a na pokładzie śródokręcia, osłoniętym niskim nadburciem, ustawione były na obu burtach działa głównego kalibru i artyleria pomocnicza. Dziobnica była taranowa, a stewa rufowa miała formę nachyloną do przodu, symetryczną do dziobnicy. Nadbudówka dziobowa była niewielka, a sylwetkę okrętu uzupełniały dwa masywne maszty i dwa cienkie wysokie kominy na śródokręciu, pośrodku długości kadłuba. Maszty miały po dwa marsy bojowe. Kadłub był stalowy, pokryty w części podwodnej warstwą drewna i blachą miedzianą. Dno było podwójne, a dodatkową osłonę burt w rejonie kotłowni i maszynowni stanowiły typowe dla krążowników tego okresu przedziały (koferdamy) z węglem.
Wyporność normalna wynosiła 4186 ton. Długość całkowita wynosiła 118 m, a długość między pionami 110 m. Szerokość kadłuba wynosiła 14,4 m, a zanurzenie 5,33 m.

### Uzbrojenie
Uzbrojenie główne stanowiły cztery pojedyncze armaty kalibru 152 mm  oraz osiem pojedynczych armat kalibru 120 mm. Armaty 152 mm, w maskach ochronnych, ustawione były na pokładzie dziobowym, rufowym oraz na sponsonach burtowych pokładu górnego na wysokości masztu dziobowego (mogły one strzelać w pewnym zakresie w kierunku dziobu oraz na burty). Pozostała artyleria ustawiona była na burtach, a ostatnia para armat 120 mm mogła strzelać w kierunku rufy. Salwę burtową tworzyły trzy armaty 152 mm i cztery 120 mm. Działa 152 mm, o długości lufy L/45 (45 kalibrów), oznaczone w Portugalii A.(tr.)15/45, prawdopodobnie stanowiły brytyjski eksportowy model CC1 zakładów w Elswick. Strzelały pociskami przeciwpancernymi i półpancernymi o masie 39,9 kg. Działa 120 mm, o długości lufy L/45 (faktycznie 43,96 kalibrów) oznaczone jako A.(tr.)12/45, stanowiły brytyjski eksportowy model Y i strzelały pociskami półpancernymi o masie 20,4 kg.
Uzbrojenie pomocnicze stanowiło 16 dział Hotchkiss M1885 L/40 kalibru 47 mm i dwa działa rewolwerowe kalibru 37 mm L/25. Działa kalibru 47 mm umieszczone były stanowiskach w burtach na dziobie i rufie (dwie pary, strzelające do przodu i tyłu), na śródokręciu oraz na niższych marsach bojowych. Uzbrojenie stanowiły ponadto 3 karabiny maszynowe. Uzbrojenie uzupełniało pięć pojedynczych wyrzutni torpedowych kalibru 356 mm. Trzy z wyrzutni torped były podwodne, stałe – w stewie dziobowej, strzelająca do przodu, oraz dwie w części dziobowej, strzelające na boki. Dwie dalsze wyrzutnie były nadwodne, ruchome, zainstalowane w burtach za maszynownią. Do wybuchu I wojny światowej pozostały tylko dwie nadwodne wyrzutnie.

### Opancerzenie
Opancerzenie stanowił wewnętrzny pokład pancerny o grubości 37 mm w części środkowej i 110 mm na bocznych skosach. Pokład pancerny rozciągał się na całą długość. Ponadto wieża dowodzenia miała pancerz grubości 102 mm. Według niektórych źródeł, także działa kalibru 120 mm miały maski ochronne o grubości 76 mm (brak jest informacji o maskach dział kalibru 152 mm).

### Napęd
Napęd stanowiły dwie pionowe czterocylindrowe maszyny parowe potrójnego rozprężania, z dwoma cylindrami niskoprężnymi, wyprodukowane przez firmę Hawthorn, Leslie & Co. Średnice cylindrów wynosiły: 30,5 cala, 49 cali i dwa po 56 cali, a skok tłoków 27 cali. Maszynownia miała łączną moc projektową 12 500 KM i napędzała dwie śruby. Nowością było zastosowanie 12 kotłów wodnorurkowych typu Yarrow. Kotły miały łączną powierzchnię ogrzewalną 2973 m². Podczas prób okręt rozwinął prędkość 22,15 węzłów przy ciągu wymuszonym (oceniano, że przy dobrej pogodzie może rozwinąć 22,5 węzła). Na początku I wojny światowej krążownik był zdolny do rozwinięcia 19 węzłów. Zapas paliwa – węgla wynosił normalnie 700 ton, a maksymalnie 1000 ton. Maksymalny zapas węgla był wyjątkowo duży jak na okręty tej wielkości i pozwalał na uzyskanie dużego zasięgu ok. 10 000 mil morskich przy prędkości 10 węzłów, odpowiedniego do służby w portugalskim imperium kolonialnym.

### Wyposażenie
Okręt miał elektrownię w postaci maszyn pomocniczych napędzających prądnice. Wyposażony był w trzy reflektory bojowe. W 1902 roku, jako pierwszy w marynarce portugalskiej, otrzymał doświadczalnie radiostację. W 1911 roku wyposażono go w dalmierze optyczne, również jako pierwszy w marynarce Portugalii.

## Służba

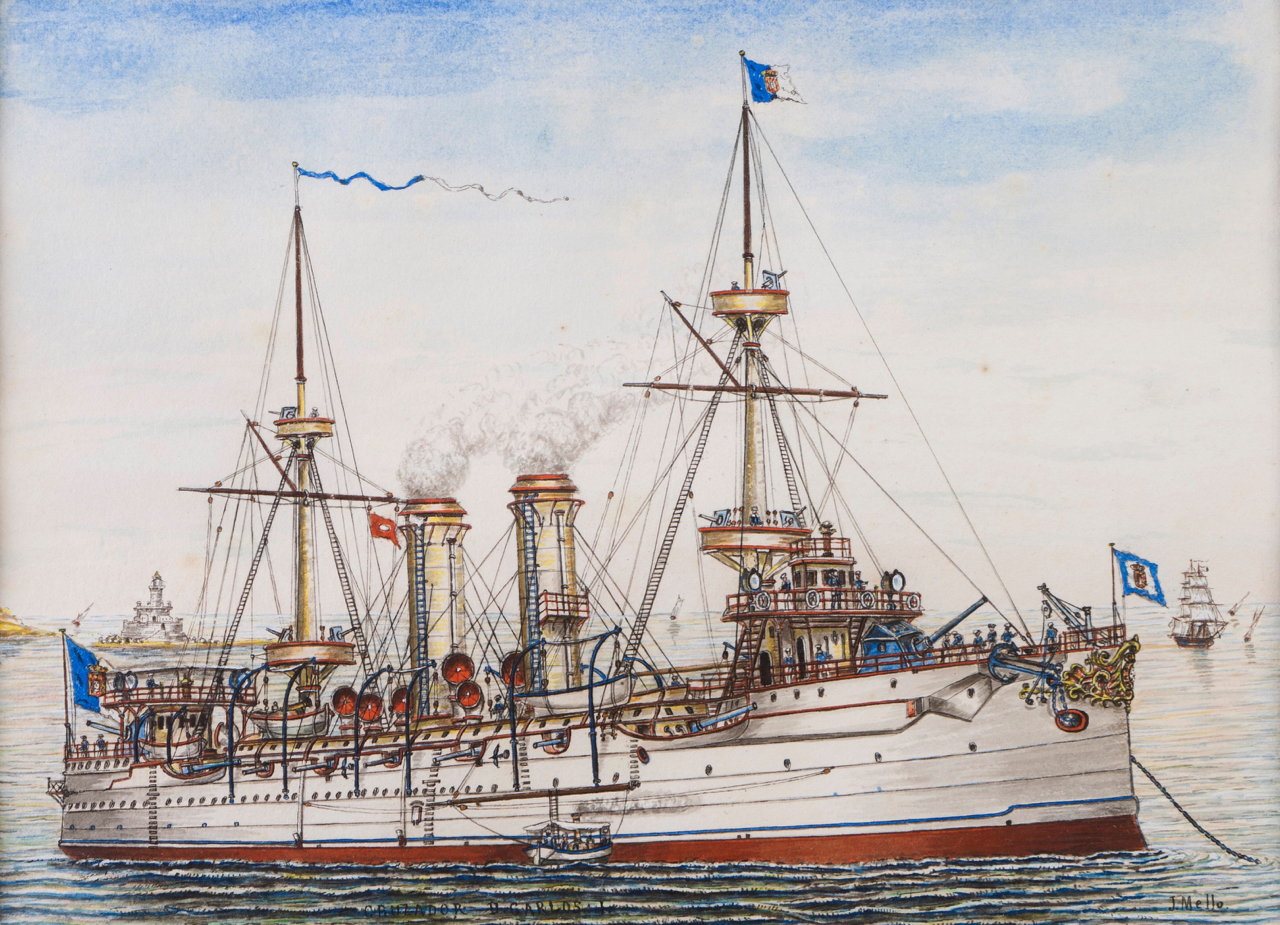
Obraz krążownika po wejściu do służby, pod banderą królewską

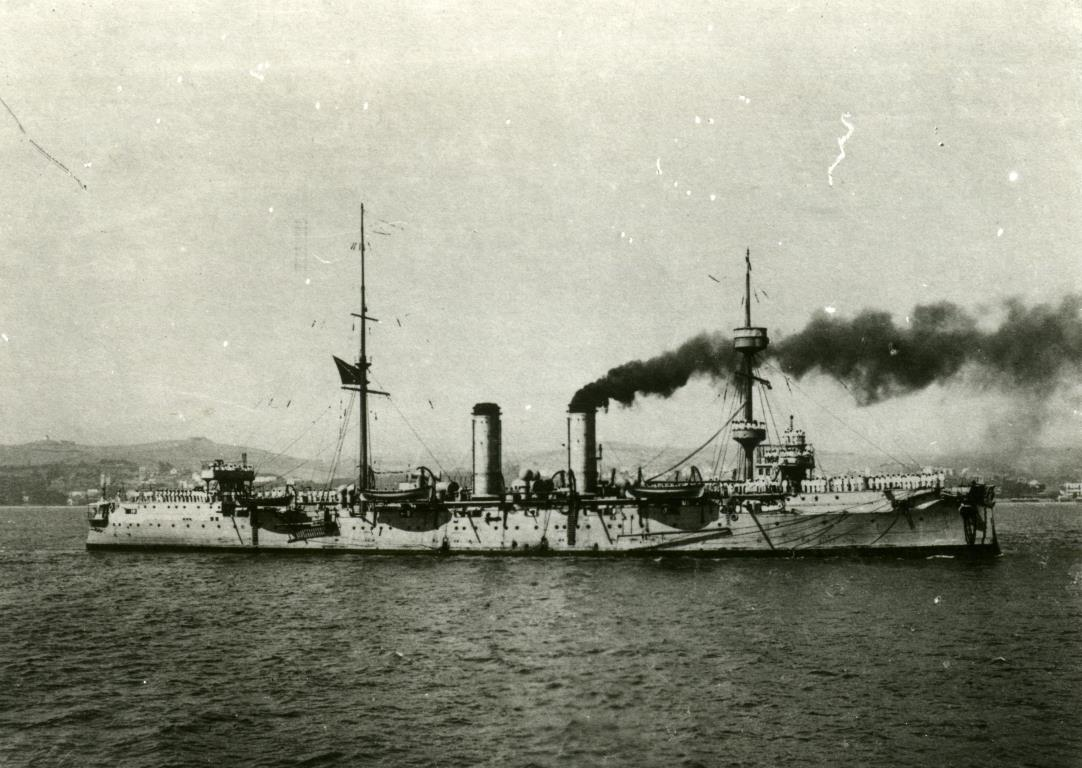
„Almirante Reis”

„Dom Carlos I” był największym okrętem marynarki portugalskiej przez cały okres swojej służby. Banderę portugalską podniesiono na nim 8 lipca 1899 roku. Jako najnowocześniejsza jednostka floty, używany był, oprócz normalnej służby, do celów reprezentacyjnych. W kwietniu 1900 roku pełnił rolę jachtu rodziny królewskiej podczas podróży na Maderę, a 9 kwietnia uczestniczył w obchodach 400-lecia odkrycia Brazylii i był wizytowany przez prezydenta tego kraju w Rio de Janeiro. W sierpniu tego roku, podczas wizyty w Ferrolu, był wizytowany przez hiszpańską rodzinę królewską, a w październiku brał udział w międzynarodowych uroczystościach odsłonięcia pomnika Henryka Żeglarza w Porto, dokąd dowiózł portugalską rodzinę królewską. W styczniu 1901 roku „Dom Carlos I” reprezentował Portugalię na uroczystościach w Portsmouth z okazji pogrzebu królowej Wiktorii. W czerwcu 1902 roku wziął udział w rewii morskiej na redzie Spithead przed Portsmouth z okazji koronacji Edwarda VII, z portugalskim następcą tronu księciem Luísem Filipem. W tym roku też zaczęto na krążowniku pierwsze w marynarce portugalskiej eksperymenty z łącznością radiotelegraficzną. W 1905 roku krążownik wysłano na Maderę w związku z objęciem wyspy kwarantanną z powodu epidemii.
Portugalia w tym okresie targana była niepokojami wewnętrznymi. W kwietniu 1906 roku załoga krążownika dołączyła do buntu załogi pancernika obrony wybrzeża „Vasco da Gama”, zakończonego poddaniem się zbuntowanych okrętów. Następnie krążownik został skierowany do remontu, który ukończony został w kolejnym roku. We wrześniu 1907 roku „Dom Carlos I” wszedł w skład Dywizjonu Treningowego, grupującego najbardziej wartościowe okręty. W 1908 roku zamordowano króla, którego imię nosił okręt, i na tron wstąpił jego następca Manuel II. Wiosną 1910 roku krążownik złożył wizytę w Argentynie z okazji stulecia niepodległości. 4 października 1910 roku, gdy doszło do rewolucji republikańskiej w Portugalii, „Dom Carlos I” przebywał w Lizbonie. Jego załoga początkowo nie przyłączyła się do dwóch innych zbuntowanych krążowników „Adamastor” i „São Rafael”, lecz wieczorem tego dnia została skutecznie zaagitowana i dołączyła do rewolucjonistów, przy czym zabito dowódcę okrętu i trzech przeciwnych rewolucji oficerów. Marynarze krążownika następnie brali udział w krótkotrwałych starciach, które doprowadziły do obalenia monarchii. Zaraz po tym, w grudniu 1910 roku monarchistyczną nazwę okrętu zmieniono na „Cândido Reis”, a ostatecznie „Almirante Reis” (na cześć jednego z przywódców rewolucji – admirała Carlosa Cândido dos Reis – zmarłego w jej trakcie).
Krążownik pozostawał w służbie w czasie I wojny światowej. Początkowo, gdy Portugalia była neutralna, w latach 1914–1915 ochraniał konwoje między Portugalią a jej koloniami (Angolą i Mozambikiem). Nadwerężyło to jednak kotły okrętu, które wymagały remontu, i sprawiło, że nie był już używany aktywnie w dalszej części wojny, gdy Portugalia przystąpiła w 1916 roku po stronie ententy. W styczniu 1916 roku wyszedł ostatni raz w morze, po czym został skierowany do rezerwy. W 1917 roku wymieniono walczaki kotłów, lecz okazało się to niewystarczające. W kwietniu 1918 roku okręt został rozbrojony i przekształcony w hulk mieszkalny. Okręt został skreślony z listy floty 22 stycznia 1925 roku, po czym miesiąc później sprzedany do Holandii w celu złomowania. Według jednej z wersji kadłub okrętu został następnie przejęty przez marynarkę holenderską, po czym zbombardowany i zatopiony przez Niemców w 1940 roku, lecz brak jest wiarygodnego potwierdzenia tej historii.